# Maryland
Maryland, também chamada de Marilândia em português, é um dos 50 estados dos Estados Unidos, localizado na região nordeste do país. Maryland foi nomeada em homenagem à rainha Henriqueta Maria, francesa, esposa do rei Carlos I da Inglaterra.
Maryland foi uma das treze colônias que rebelaram-se contra o domínio britânico na região. O cognome do estado é Old Line State, em homenagem às suas "tropas de linha" (troops of the line), que foram por várias vezes elogiadas por George Washington por sua excelente atuação na Guerra da Independência dos Estados Unidos.
O atual hino dos Estados Unidos, The Star-Spangled Banner, foi escrito por Francis Scott Key, um poeta amador que inspirou-se ao ver as tropas norte-americanas defendendo com sucesso um ataque de tropas navais do Reino Unido (à época, a maior potência militar do mundo) contra Baltimore, na guerra de 1812.

## História

### Até 1775
Nativos americanos algonquinos viviam na região há aproximadamente dez mil anos atrás da chegada dos primeiros europeus à região que constitui atualmente o estado de Maryland. O primeiro europeu a explorar a região foi o espanhol Pedro Menéndez de Avíles, então o governador da colónia espanhola de Flórida, tendo explorado o que atualmente a Baía de Chesapeake, atualmente parte de Maryland, em 1572. O primeiro posto comercial foi fundado em 1631, pelo comerciante britânico William Claiborne, da Virgínia.
Em 1631, George Calvert, um nobre britânico, pediu à coroa britânica pelo direito de propriedade e governo da região da Baía de Chesapeake. Calvert era um nobre católico, e queria uma colônia nas Américas onde britânicos católicos, que eram altamente discriminados pelos britânicos em geral (que são em sua maioria protestantes), pudessem praticar sua religião. Seu pedido foi aceito pelo rei Carlos I da Inglaterra no ano seguinte. Porém, George Calvert morreria em abril do mesmo ano. Carlos I então cedeu ao filho de George Calvert, Cæcilius Calvert, a região, que foi nomeada de Maryland ("Terras de Maria"), em homenagem à Rainha Henriqueta Maria da França, esposa de Carlos I. Cæcilius também era um católico. Cæcilius enviou os primeiros colonos à colónia provincial de Maryland, que desembarcaram na região em 1634.
Cæcilius era um católico, mas era obrigado a obedecer aos costumes da Igreja Anglicana da Inglaterra. Porém, ele queria que católicos britânicos tivessem um lugar onde pudessem desfrutar de liberdade religiosa. Cæcilius fez de seu irmão Leonard o governador da colónia. Ao mesmo tempo, incentivava os colonos a sugerirem leis e auxiliar Leonard na administração da colónia. Em 1649, a Assembleia Colonial aprovou uma lei garantindo a todos os cidadãos da província o direito de liberdade religiosa, atraindo numerosos católicos de outras províncias americanas, em especial, da Virgínia.
William Claiborne e seu assentamento comercial faziam parte da colónia. Porém, Claiborne, um protestante, recusou-se a reconhecer a autoridade dos Calvert sobre a região. Em 1654, Claiborne liderou um grupo de protestantes que forçaram os Calvert a saírem do governo. Claiborne controlou Maryland até 1658, quando a coroa britânica forçou-no a ceder o governo novamente para os Calvert. Cæcilius pressionou a Assembleia Colonial a manter a lei que permitia a liberdade religiosa na colônia, e foi atendido. Porém, grupos protestantes não aceitavam um líder católico. Em 1689, novamente os Calvert perderam a posse da região, desta vez, para um grupo protestante chamado The Protestant Association, que exigiu ao governo britânico um novo governador, protestante, que foi enviado à região em 1691. Praticamente todas as igrejas católicas na província foram queimadas pelos protestantes, desde a primeira revolução liderada por Claiborne.
Os Calvert ganharam novamente a posse da região em 1715. A região passou a ser governada por Benedict Leonard Calvert, um protestante. Os católicos da província perderiam o direito a voto em 1718. Os Calvert continuariam a governar Maryland até o início da Guerra da Independência dos Estados Unidos. A população da colônia inglesa passou a crescer drasticamente após a década de 1750, com a prosperidade da indústria do tabaco.

### 1775 - 1900
Maryland participou ativamente ao longo da Revolução Americana de 1776. Oficiais da colônia atenderam à todas as Conferências Continentais. Na primeira delas, realizada em Filadélfia, os oficiais de Maryland suportaram ativamente um corte entre toda e qualquer relação comercial com os britânicos. Tropas de Maryland lutaram ativamente ao longo da guerra de independência, e Baltimore desempenhou papel essencial ao longo da guerra, como um polo industrial e fabricante de armas e suprimentos. Poucas batalhas ocorreram no estado, mas a braveza dos soldados de Maryland fizeram com que George Washington elogiasse constantemente as tropas de Maryland que lutaram ao longo da guerra contra os britânicos. Maryland ratificou a Constituição Americana em 28 de abril de 1788, tornando-se assim o oitavo estado a entrar à União. Em 1791, um pedaço retangular de terra ao sudeste do estado foi cedida ao governo para a construção da nova e atual capital americana, Washington, D.C.
Maryland foi atacada duas vezes por tropas britânicas durante a Guerra de 1812. Na primeira, os britânicos, em 1813, derrotaram uma força americana no norte do estado, para posteriormente prosseguirem em direção à capital Washington, DC, onde as tropas britânicas queimaram diversas estruturas governamentais americanas. Estas mesmas tropas britânicas prosseguiram em direção à Baltimore. Esta foi cercada por terra e mar por forças terrestres e navais britânicas. Mas os americanos defenderam com sucesso a cidade. Francis Scott Key, um poeta amador que testemunhara a defesa da cidade, inspirou-se nas imagens da batalha para escrever o atual hino americano, The Star-Spangled Banner.

Pintura da Batalha de Antietam, Guerra Civil Americana

Baltimore tornou-se um dos maiores centros industriais do país durante as primeiras décadas do século XIX. A cidade tornou-se o maior fabricante de navios durante a década de 1840 nos Estados Unidos, e também um grande fabricador de trens a vapor. Foi aqui onde a primeira locomotiva a vapor americana foi construída. Porém, a economia do estado ainda dependia em parte da agricultura. Maryland suportava a prática do trabalho escravo. Em 1861, a Guerra Civil Americana teve início. A população do estado estava dividida. Muitos queriam a sua secessão da União e a união do estado com o recém-formado Estados Confederados da América - de cunho escravista. Outros, por sua vez, queriam que o estado permanecesse na União - os estados do norte industrializado dos Estados Unidos, ou os Estados Unidos propriamente dito, que eram contra a escravidão.
A União não perdeu tempo esperando se Maryland continuava na União ou passava para a Confederação. Isto porque o estado de Virgínia foi um dos estados que secederam dos Estados Unidos. Caso Maryland secedesse também, a capital americana, Washington, D.C., localizada entre Maryland e Virgínia, estaria completamente cercada pela Confederação. Tropas da União invadiram Maryland logo no início da guerra, e o estado participou ao longo da Guerra Civil Americana como um estado do norte. Vários homens do estado lutaram do lado da União. Porém, muitos outros fugiram de Maryland e juntaram-se às tropas da Confederação. Maryland foi palco de numerosas batalhas, dos quais destaca-se a Batalha de Antietam, onde morreram em um único dia mais de 22 mil soldados (12 mil nortistas e 10 mil sulistas). Em 1864, Maryland aprovou uma nova Constituição que abolia a escravidão e adotava penas severas aos cidadãos que haviam suportado a Confederação.

### 1900 - Tempos atuais
Maryland prosperou economicamente durante as primeiras décadas do século XX, especialmente nos anos da Primeira Guerra Mundial. Baltimore, então a maior fabricante de navios militares dos Estados Unidos, tornou-se um grande centro portuário com a construção de diversas fábricas na cidade, bem como de uma base militar.
Em 1919, o Congresso americano aprovou uma lei que proibia a produção, venda, compra e transporte de bebidas alcoólicas. A maioria da população do estado era contra esta medida, e vários líderes políticos destacaram-se como críticos e oponentes desta lei, considerando esta uma violação de seus direitos estatais. Como consequência, o estado passou a ser conhecido como The Free State ("O Estado Livre"), sendo que este cognome é usado ainda atualmente, como uma homenagem às tradições de liberdade política e religiosa do estado.
A Grande Depressão afetou seriamente a economia do estado. Várias empresas faliram, várias fábricas fecharam, e muitos trabalhadores tornaram-se desempregados. Baltimore, uma cidade primariamente industrial, foi muito afetada pela Depressão. Em 1933, mais de 40% da população da cidade estava desempregada. Para minimizar os efeitos da Depressão, o estado criou programas de ajuda social e construiu numerosos abrigos para abrigar os vários sem-teto do estado, sem abrigo porque não tinham como arcar com os custos de aluguel.
A economia do estado recuperou-se com o início da Segunda Guerra Mundial. Os anos da segunda guerra mundial foram anos de grande desenvolvimento industrial no estado, e o êxodo rural, isto é, migração da população rural para cidades, aumentou drasticamente. No final da guerra, Maryland tornara-se um estado primariamente urbano e industrial. A industrialização e urbanização do estado continuaram nas décadas após o fim da guerra. O estado também passou a receber grandes números de afro-americanos procedentes dos estados do Sul, que instalaram-se primariamente em Baltimore. Como consequência, muitas famílias brancas mudaram-se de Baltimore para subúrbios próximos.
Até 1954, as escolas de Maryland eram segregacionistas, com escolas para brancos e outras, geralmente de menor qualidade, para afro-americanos. Porém, neste ano, o Supremo Tribunal de Justiça dos Estados Unidos julgou que tal segregação era inconstitucional. Baltimore uniu seu sistema escolar imediatamente, mas em outras cidades, menos povoadas e de população primariamente branca, a dessegregação demorou muito mais tempo para, até três décadas em algumas pequenas cidades do interior.
Após a década de 1960 em diante, muitas das indústrias de manufaturação moveram-se para outros estados que dispunham de mão-de-obra mais barata. A indústria naval e ferroviária do estado, anteriormente a maior fonte de renda de Maryland, praticamente desapareceu, após o fechamento de numerosas fábricas e a mudança de várias outras para outros estados do Sul. Atualmente, a indústria de manufaturação pouco contribui à economia do estado, dominada atualmente pelo comércio e serviços.
Em 1985, o governo de Maryland começou um programa de limpeza das águas da Baía de Chesapeake, à época altamente poluídas. Este programa possui apoio dos estados de Virgínia, Pensilvânia e Delaware, bem como o Distrito de Colúmbia. Prevê-se que este programa esteja finalizado em torno de 2010.

## Geografia

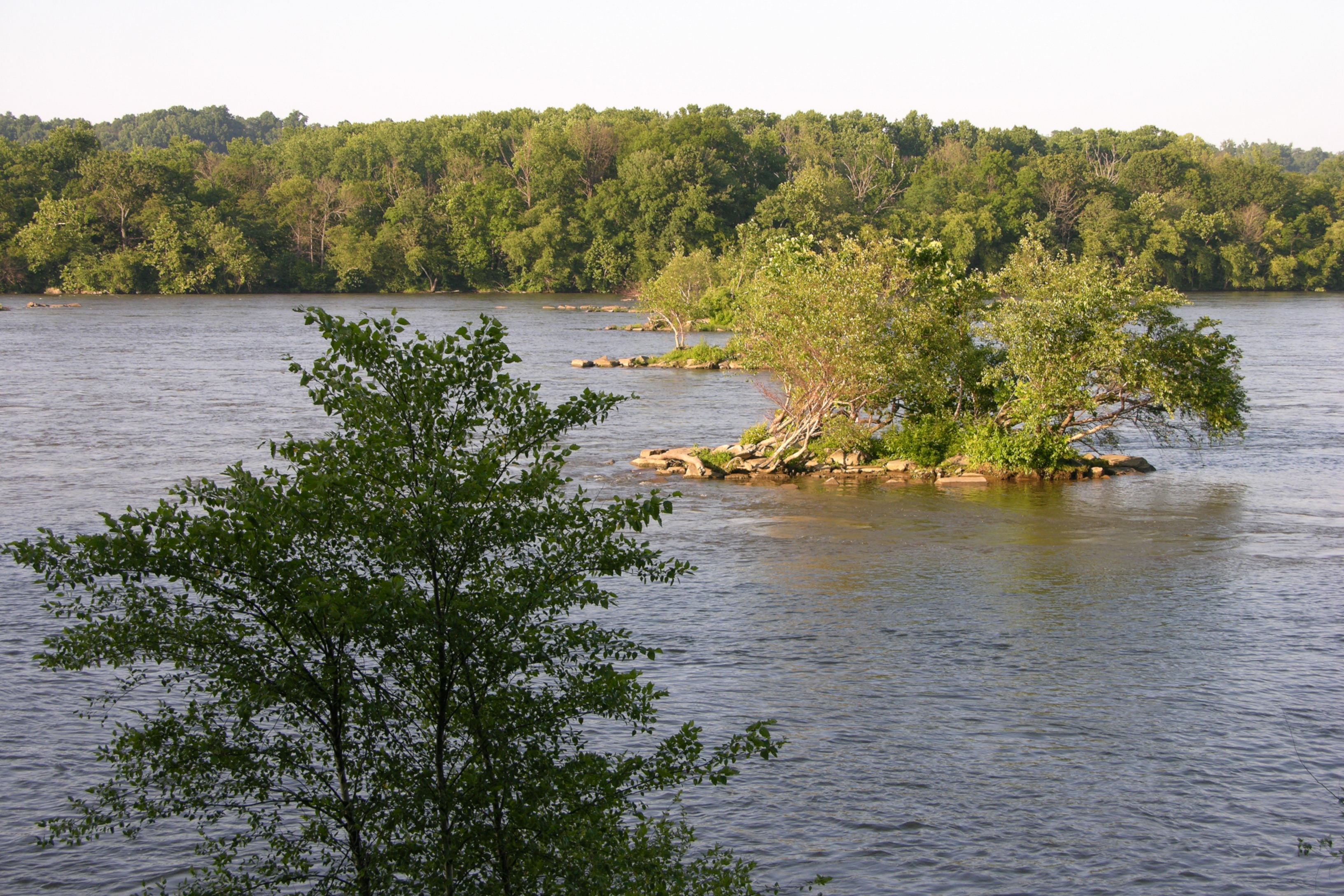
Vista do Rio Susquehanna

Maryland limita-se ao norte com a Pensilvânia, ao oeste com a Virgínia Ocidental, a leste com Delaware e o oceano Atlântico e, ao sul, separados através do rio Potomac, com a Virgínia. Próximo ao centro do estado, às margens do rio Potomac, localiza-se a capital norte-americana, o Distrito de Columbia. A baía de Chesapeake quase divide o estado em dois. Contando-se o rio Susquehanna, que desemboca na baía, o estado efetivamente está dividido em dois.
Com um pouco mais de 32 mil quilômetros quadrados, é o nono menor estado americano em área do país. A extensão do litoral de Maryland com o oceano Atlântico é de 50 quilômetros. Contando-se todas as regiões banhadas pelo mar - baías, estuários e ilhas oceânicas - este número salta para 5 134 quilômetros, graças à baía de Chesapeake. A maior parte dos rios do estado desembocam na baía de Chesapeake. Não existem lagos naturais, embora existam lagos artificiais criados por represas, com o intuito de gerar eletricidade. O maior desses lagos possui 1,6 mil hectares. Cerca de 40% do estado é coberto por florestas.
Maryland está dividido em cinco distintas regiões geográficas:
- Planaltos dos Apalaches, que estendem-se de Geórgia até Nova Iorque, ocupam o extremo ocidente do estado. A região é caracterizada pelo seu terreno acidentado e montanhoso. O ponto mais alto de Maryland, Backbone Mountain, com seus 1.024 metros de altitude, localiza-se nesta região.
- Vale do Apalache, que estende-se do Alabama até a Nova Jérsei, passa por Maryland, estando localizado imediatamente a leste dos Planaltos dos Apalaches. A seção do Vale do Apalache em Maryland é caracterizado pela sua largura. Esta seção separa a Pensilvânia da Virgínia Ocidental, e possui apenas alguns quilômetros de largura - apenas 2,9 na parte mais estreita. A região é caracterizada pelo seu terreno montanhoso, acidentado, e pelas suas florestas, que ocupam mais de 70% da região.
- Blue Ridge, que estende-se da Geórgia até a Pensilvânia, passa por Maryland, estando localizado imediatamente a leste do Vale do Apalache. Blue Ridge possui apenas alguns quilômetros de largura. A região é caracterizada pelas suas altas montanhas (possui uma média de 600 metros de altitude) e pela névoa azul que por vezes cobre a região.
- Piemonte, que estende-se do Alabama até a Nova Jérsei, forma em Maryland uma faixa de 80 quilômetros de largura, que estende-se até próximo da baía de Chesapeake. O Piemonte efetivamente cerca ao norte e ao sul a baía. Caracteriza-se pelo seu solo extremamente fértil, onde a maior parte da agricultura do estado é praticada.

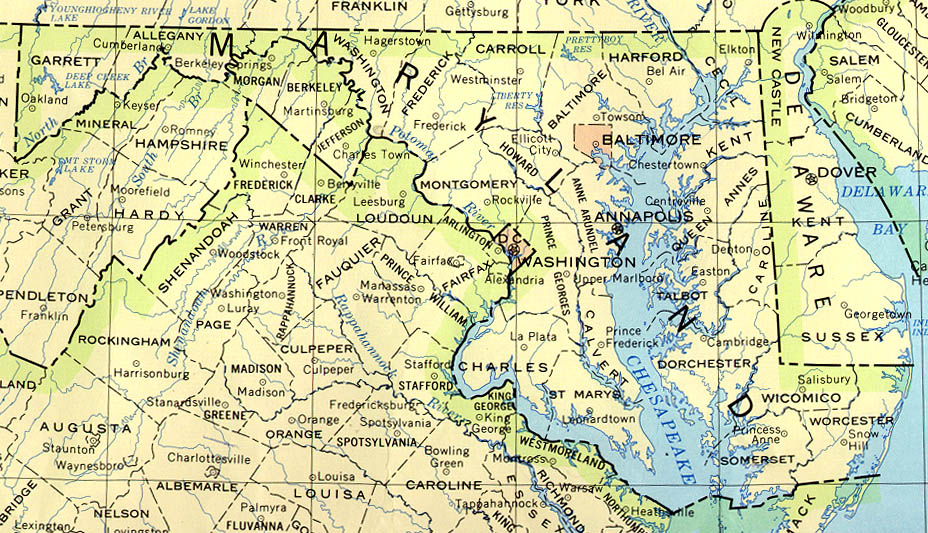
Mapa de Maryland e de seus 23 condados

- Planícies do Atlântico, que ocupam aproximadamente 45% do estado, localiza-se no leste e no extremo sul de Maryland. A região é caracterizada pela sua baixa altitude e pelos seus pântanos, localizados primariamente à leste da baía.

### Clima
Maryland possui um clima temperado. Para um estado relativamente pequeno como Maryland, a temperatura e a precipitação média anual variam muito de região a região. Maryland, graças à sua proximidade com o oceano Atlântico, possui invernos relativamente amenos e verões quentes. A temperatura média no inverno é de 1 °C em Baltimore, e de -3°C no extremo noroeste do estado, com mínimas entre -16 °C e 10 °C, e máximas entre -12 °C e 17 °C. No verão, a temperatura média é de 27 °C em Baltimore e de 22 °C no extremo noroeste, com mínimas de até 13 °C, e máximas de até 38 °C.
A temperatura mais baixa já registrada em Maryland foi em Oakland, onde foi registrada uma mínima de -40 °C em 13 de janeiro de 1912. A temperatura mais alta já registrada no estado foi no Condado de Allegany, em 3 de julho de 1898, e em Cumberland em 10 de julho de 1936, onde foram registradas máximas de 43 °C.
Maryland recebe em média cerca de 109 centímetros de precipitação média anual de chuva, e cerca de 198 centímetros de precipitação média anual de neve por ano.

## Política

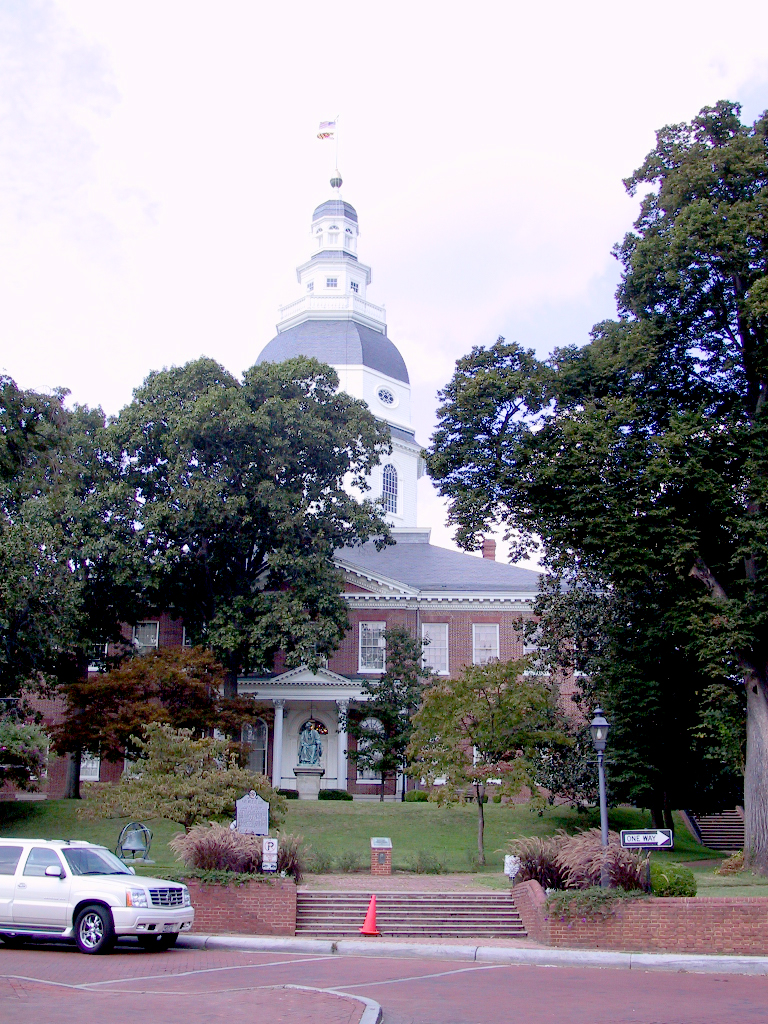
Vista do Capitólio de Maryland, em Annapolis

A atual Constituição de Maryland fora adotado em 1867. Outras Constituições mais antigas foram adotadas em 1776, 1856 e 1864. Emendas à Constituição podem ser propostas pelo Poder Legislativo, e para serem aprovadas precisam de pelo menos 60% dos votos de ambas as câmaras do Legislativo, e então serem aprovadas em uma votação por ao menos 51% do eleitorado estadual, em um referendo.
O principal oficial do Poder Executivo em Maryland é o governador. Este é eleito pelos eleitores do estado para mandatos de até quatro anos de duração, e pode ser reeleito quantas vezes quiser. Outros três oficiais também são eleitos pela população a mandados de quatro anos de duração. O governador escolhe um Secretário de Estado e a maioria dos oficiais dos diferentes conselhos do estado. Já as câmaras do Poder Legislativo escolhem um tesoureiro para um mandato de quatro anos de duração.
O Poder Legislativo de Maryland - oficialmente chamada de Assembleia Geral - é constituído pelo Senado e pela Câmara dos Delegados. O Senado possui um total de 47 membros, enquanto que a Câmara dos Delegados possui um total de 141 membros. Maryland está dividido em 47 diferentes distritos eleitorais. Os eleitores de cada distrito elegem um senador e três delegados, que irão representar tal distrito no Senado ou na Câmara dos Delegados. Tanto os senadores quanto os delegados servem a mandatos de até quatro anos de duração.
A corte mais alta do Poder Judiciário de Maryland é a Court of Appeal of Maryland, seguida pela Court of Special Appeals of Maryland e outras 24 cortes menores, de caráter regional. Todos os juízes são escolhidos pelo governador, para mandatos de até um ano de duração, quando então são aprovados definitivamente pelo Legislativo uma votação, para mandatos de até dez anos de duração (15 anos, no caso das 24 pequenas cortes).
Maryland está dividido em 23 condados e em uma cidade independente, Baltimore. Mais da metade da receita do orçamento do governo de Maryland é gerada por impostos estaduais. O restante vem de verbas recebidas do governo federal e de empréstimos. Em 2002, o governo do estado gastou 23,317 bilhões de dólares, tendo gerado 20,788 bilhões de dólares. A dívida governamental de Maryland é de 12,309 bilhões de dólares. A dívida per capita é de 2 258 dólares, o valor dos impostos estaduais per capita é de 1 985 dólares, e o valor dos gastos governamentais per capita é de 4 278 dólares.
Maryland é um estado dominado politicamente pelo Partido Democrata, com os republicanos possuindo maior força política em apenas alguns condados rurais. O núcleo do eleitorado democrata em Maryland está concentrado em Baltimore. Em toda a história de Maryland, apenas cinco republicanos atuaram como governador do estado. Atualmente, os dois senadores do estado no Senado e seis de seus oito representantes na Câmara dos Representantes dos Estados Unidos são democratas, com ambas as câmaras do Legislativo do Estado sendo dominadas pelos democratas. Nas eleições presidenciais americanas, desde a década de 1920, porém, o eleitorado de Maryland tem apoiado um número similar de candidatos republicanos e democratas, com os últimos dominando as últimas quatro eleições presidenciais americanas (com o democrata John Kerry obtendo 55,9% do voto popular no estado na última eleição presidencial).

## Demografia
O censo norte-americano de 2000 estimou a população de Maryland em 5 296 486 habitantes, um crescimento de 11% em relação à população do estado em 1990, de 4 781 468 habitantes. Uma estimativa realizada em 2005 estima a população em 5 600 388 habitantes, um crescimento de 17,1% em relação à população em 1990, de 5,7%, em relação à população em 2000, e de 0,7% em relação à população estimada em 2004.
O crescimento populacional natural de Maryland entre 2000 e 2005 foi de 165 707 habitantes - 395 775 nascimentos menos 230 068 óbitos - o crescimento populacional causado pela imigração foi de 108 972 habitantes, enquanto que a migração interestadual resultou no ganho de 9 752 habitantes. Entre 2000 e 2005, a população de Maryland cresceu em 303.882 habitantes, e entre 2004 e 2005, em 39 056 habitantes. Cerca de 583 900 habitantes de Maryland nasceram fora do país (10,6% da população do estado), dos quais estima-se que 56 mil (1% da população do estado) sejam estrangeiros ilegais.
Cerca de 93% da população vive em uma das cinco regiões metropolitanas do estado - Baltimore, Cumberland e Hagerstown - e em áreas urbanas pertencentes às regiões metropolitanas de Washington, DC (Distrito de Colúmbia) e de Wilmington (Delaware). No total, mais de 95% da população vive em cidades.
A maior parte da população de Maryland vive na região central do estado, no corredor das regiões metropolitanas de Baltimore e de Washington. Ambas são muitas vezes consideradas parte de uma única metrópole. O litoral oriental (da baía de Chesapeake) de Maryland é menos povoado e de caráter mais rural, bem como o são os condados do sul do estado. Os três condados do extremo nordeste de Maryland são montanhosos, e escassamente povoados.
Embora a proporção atual de afro-americanos não seja tão alta quanto foi durante o século XIX, nos anos que procederam a guerra civil, Maryland ainda possui a maior população afro-americana de qualquer estado fora do extremo sul dos Estados Unidos.

### Raças e etnias
Composição racial da população de Maryland:
- 62,1% – brancos
- 27,9% – afro-americanos
- 4,3% – hispânicos
- 4,0% – asiáticos
- 0,3% – nativos norte-americanos
- 2% – duas ou mais etnias

Os seis maiores grupos étnicos de Maryland são afro-americanos (que compõem 27,9% da população do estado), alemães (15,7%) irlandeses (11,7%), ingleses (9%), italianos (6,8%) e poloneses (6,2%). Afro-americanos estão concentrados primariamente em Baltimore e nos subúrbios de Washington em Maryland. A maior parte do litoral oriental e do sul de Maryland é povoada por norte-americanos de ascendência inglesa. A população ocidental e setentrional do estado são primariamente de ascendência alemã.

### Religião
Percentagem da população de Maryland por afiliação religiosa:
- Cristianismo – 82%
  - Protestantes – 56%
    - Igreja Batista – 18%
    - Igreja Metodista – 11%
    - Igreja Luterana – 5%
    - Outras afiliações protestantes – 22%

  - Igreja Católica Romana – 23%
  - Outras afiliações cristãs – 3%
- Judeus – 3%
- Outras religiões – 1%
- Não-religiosos – 14%

Maryland foi fundada com o propósito de fornecer tolerância religiosa à população britânica católica. Mesmo assim, posteriormente, a coroa britânica decidiria por reverter esta política e passou a desencorajar a prática do catolicismo em Maryland. Apesar de serem o principal motivo da fundação do estado, a população católica nunca formou a maioria da população desde que o estado passou a ser explorado e colonizado pelos europeus.

## Economia
A economia de Maryland está concentrada primariamente e em grande parte no setor terciário. O PIB do estado foi de 212 bilhões de dólares, em 2003. A renda per capita do estado foi de 37 446 dólares, o quinto maior do país. A taxa de desemprego de Maryland é de 4,2%, o nono menor do país. O centro econômico, financeiro e industrial do estado é Baltimore.
O setor primário responde por 1% do PIB de Maryland. A agricultura e a pecuária respondem juntas por cerca de 0,9% do PIB do estado, e empregam cerca de 53 600 pessoas. Maryland possui cerca de 12 mil fazendas, que cobrem cerca de 30% do estado. Os principais produtos cultivados ou criados no estado são galinhas, ovos, leite, milho e soja. A silvicultura corresponde por 0,10% do PIB do estado e emprega aproximadamente mil pessoas. A pesca responde por 0,04% do PIB do estado e emprega aproximadamente 1,2 mil pessoas. O valor total da pesca coletada no estado é de 56 milhões de dólares.
O setor secundário responde por 14% do PIB de Maryland. A indústria de manufatura responde por 8% do PIB do estado e emprega aproximadamente 188 mil pessoas. O valor total dos produtos manufaturados no estado por ano é de 20 bilhões de dólares. A indústria de construção responde por 6% do PIB do estado e emprega cerca de 204 mil pessoas. A mineração responde por 1% do PIB do estado e emprega aproximadamente 1 200 pessoas.
O setor terciário responde por 85% do PIB de Maryland. Serviços comunitários e pessoais correspondem por 25% do PIB do estado, e empregam mais de 1,2 milhão de pessoas. Maryland é um grande polo financeiro. Serviços financeiros e imobiliários respondem por 21% do PIB do estado e emprega cerca de 250 mil pessoas. Serviços governamentais respondem por 17% do PIB do estado e empregam mais de 516 mil pessoas. O comércio por atacado e varejo responde por 15% do PIB do estado e emprega mais de 636 mil pessoas. Transportes, telecomunicações e utilidades públicas respondem por 7% do PIB do estado e empregam cerca de 136 mil pessoas. Cerca de 60% da eletricidade gerada no estado é produzida em usinas termelétricas a carvão, 25% em usinas nucleares, sendo a maior parte do restante gerada em usinas hidrelétricas, ou usinas termelétricas a petróleo ou gás natural.

## Educação

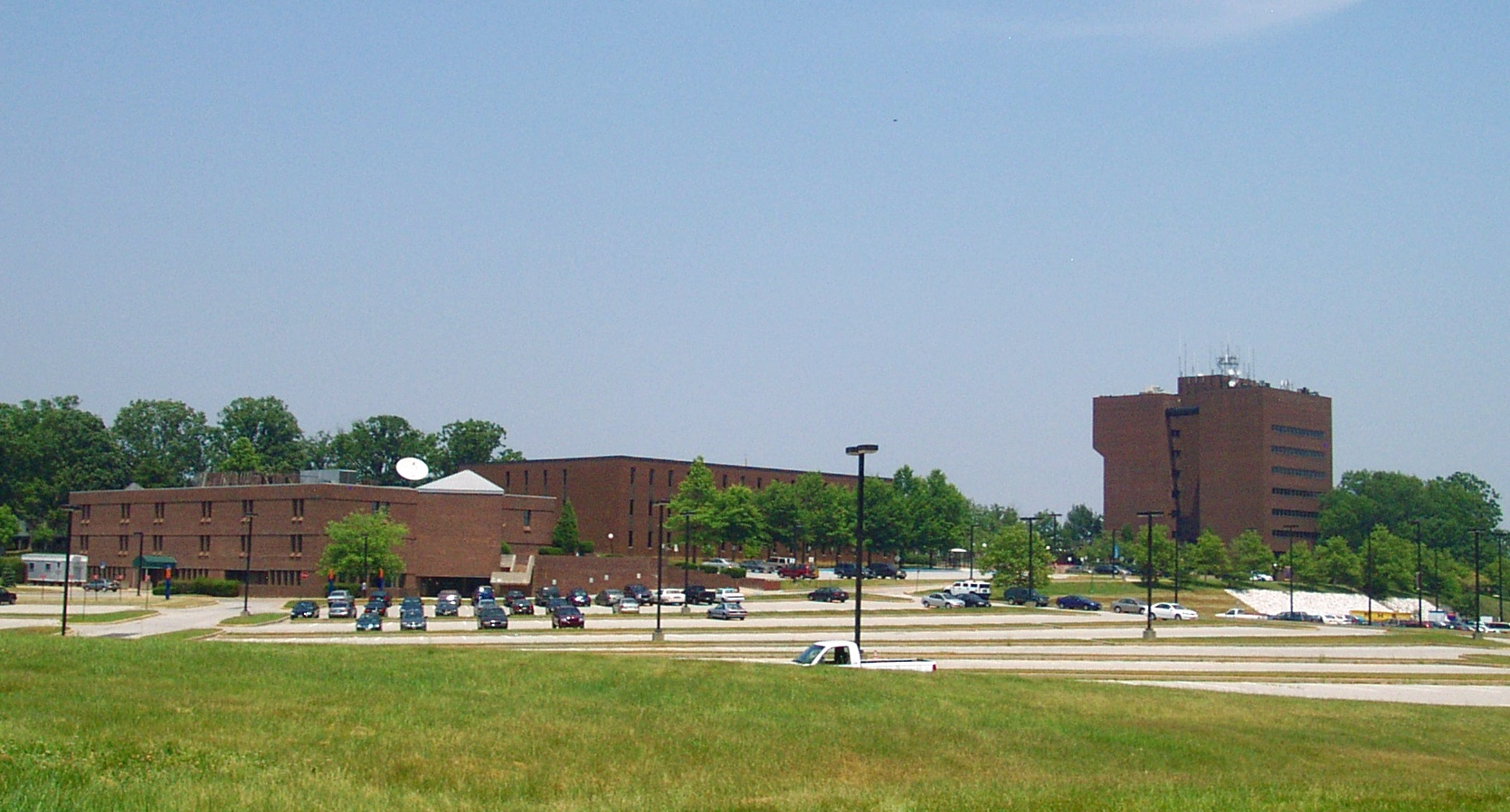
Uma faculdade comunitária em Maryland

Durante os anos em que Maryland era uma colônia do Reino Unido, apenas os filhos de famílias ricas recebiam educação da então província colonial de Maryland, da Igreja Católica ou de professores privados, sendo que ambas as opções estavam disponíveis somente aos que tinham condições de arcar com os custos de salário destes tutores religiosos ou professores privados. Foi somente em 1694 que a primeira escola pública foi fundada no estado. Esta escola tornou-se uma faculdade em 1784. Em 1824, o governo de Maryland aprovou uma lei que obrigava a quaisquer área urbana com mais de 250 habitantes a ter ao menos uma escola. O estado passou a fornecer verbas às cidades para que estas pudessem arcar com os custos de criação e manutenção de sistemas de escolas públicas. Em 1870, o estado instituiu o Conselho Estadual de Educação, que dita regras e padrões que os sistemas de educação pública precisam seguir.
Atualmente, todas as instituições educacionais em Maryland precisam seguir regras e padrões ditadas pelo Conselho Estadual de Educação do Maryland. Este conselho controla diretamente o sistema de escolas públicas do estado, que está dividido em diferentes distritos escolares. Todos os distritos escolares são administrados diretamente pelos condados ou cidades onde elas operam. A responsabilidade de fornecer educação em regiões menos densamente habitadas é dos condados. Maryland permite a operação de escolas charter - escolas públicas independentes, que não são administradas por distritos escolares, mas que dependem de verbas públicas para operarem. Atendimento escolar é compulsório para todas as crianças e adolescentes com mais de seis anos de idade, até a conclusão do segundo grau ou até os dezesseis anos de idade.
Em 1999, as escolas públicas do estado atenderam cerca de 846,6 mil estudantes, empregando aproximadamente 51 mil professores. Escolas privadas atenderam cerca de 144,1 mil estudantes, empregando aproximadamente 12,2 mil professores. O sistema de escolas públicas do estado consumiu cerca de 6,166 bilhões de dólares, e o gasto das escolas públicas foi de aproximadamente 7,9 mil dólares por estudante. Cerca de 88% dos habitantes do estado com mais de 25 anos de idade possuem um diploma de segundo grau.
As primeiras bibliotecas foram construídas em Maryland em 1699, quando um bispo católico mandou construir 30 bibliotecas religiosas na província colonial de Maryland, e uma biblioteca central em Annapolis. Em 1885, Enoch Pratt começou a construção de um sistema de bibliotecas em Baltimore. Ele doou tais bibliotecas à cidade, com a condição que estivessem abertas para o público em geral. Este sistema foi inaugurado no ano seguinte, sendo um dos primeiros sistemas de bibliotecas municipais públicas do país. Atualmente, Maryland possui 24 sistemas de bibliotecas públicas.
A primeira instituição de educação superior de Maryland, a Faculdade Washington, foi fundada em 1782. Atualmente, Maryland possui 53 instituições de educação superior, dos quais 29 são públicas e 34 são privadas. O sistema de universidades públicas do estado é o Sistema de Universidades de Maryland, que administra um total de 14 campi diferentes, localizados em diferentes cidades. O câmpus deste sistema em College Park é considerada a maior instituição de educação superior do estado.

## Transportes e telecomunicações

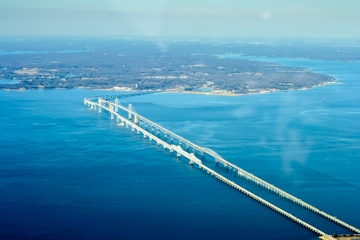
Ponte da Baía de Chesapeake

A baía de Chesapeake foi, desde os primórdios da colonização europeia na região, um obstáculo natural ao transporte na província colonial de Maryland. No início do século XIX foram iniciados os primeiros serviços de balsas, barcos a vapor que viajavam de uma margem da baía à outra, transportando carga e passageiros. Em 1829, o Canal Chesapeake-Delarare foi inaugurado, conectando o rio Delaware com a baía de Chesapeake. O estado possui mais de 48 mil quilômetros de estradas. O Aeroporto Internacional de Baltimore-Washington Thurgood Marshall é o principal aeroporto de Maryland.
Em 1828 foi inaugurada a Baltimore and Ohio Railroad, a primeira ferrovia do mundo a transportar carga e passageiros em um único trem. Em 2002, Maryland possuía 1.223 quilômetros de ferrovias. Em 2003, o estado possuía 49 388 quilômetros de vias públicas, dos quais 774 quilômetros eram rodovias interestaduais, considerados parte do sistema federal rodoviário dos Estados Unidos.
O primeiro jornal de Maryland foi o The Maryland Gazette, publicada pela primeira vez em Annapolis, em 1727, tendo sido publicada até 1734. Foi um dos primeiros jornais publicados nas treze colônias. Atualmente são publicadas no estado cerca de 125 jornais, dos quais 15 são diários. Mais de 450 periódicos são impressos no estado.
A primeira linha de telégrafo do mundo foi inaugurada no estado em 1844, entre Baltimore e Washington, DC. A primeira estação de rádio de Maryland foi fundada em 1922, e a primeira estação de televisão foi fundada em 1947, ambas em Baltimore. Atualmente o estado possui 15 estações de televisão e cerca de 100 estações de rádio.

## Cultura

### Símbolos do estado
- Árvore: Quercus alba
- Borboleta: Baltimore Checkerspot
- Cachorro: Chesapeake Bay Retriever, uma raça de cão
- Cognomes:
  - Old Line State
  - Cockade State (não oficial)
  - Free State (não oficial)
  - Monumental State (não oficial)
- Terrapin State
- Crustáceo: Caranguejo azul
- Dança: Quadrilha
- Dinossauro: Astrodon johnstoni
- Esportes:
  - Esporte individual: Jousting
  - Esporte em equipe: Lacrosse
- Flor: Rudbeckia hirta
- Fóssil: Ecphora gardnerae gardnerae
- Fruta: Maçã
- Gato: Tortoiseshell, uma raça de gato doméstico.
- Gema: Turmalina
- Inseto: Abelha
- Lema: Fatti maschii, parole femine (do italiano: Ações masculinas, palavras femininas)
- Mamífero: Alce
- Música: Maryland, my Maryland (Maryland, minha Maryland)
- Pássaro: Corrupião de Baltimore
- Peixe: Moronidae
- Réptil: Malaclemys terrapin

## Esportes

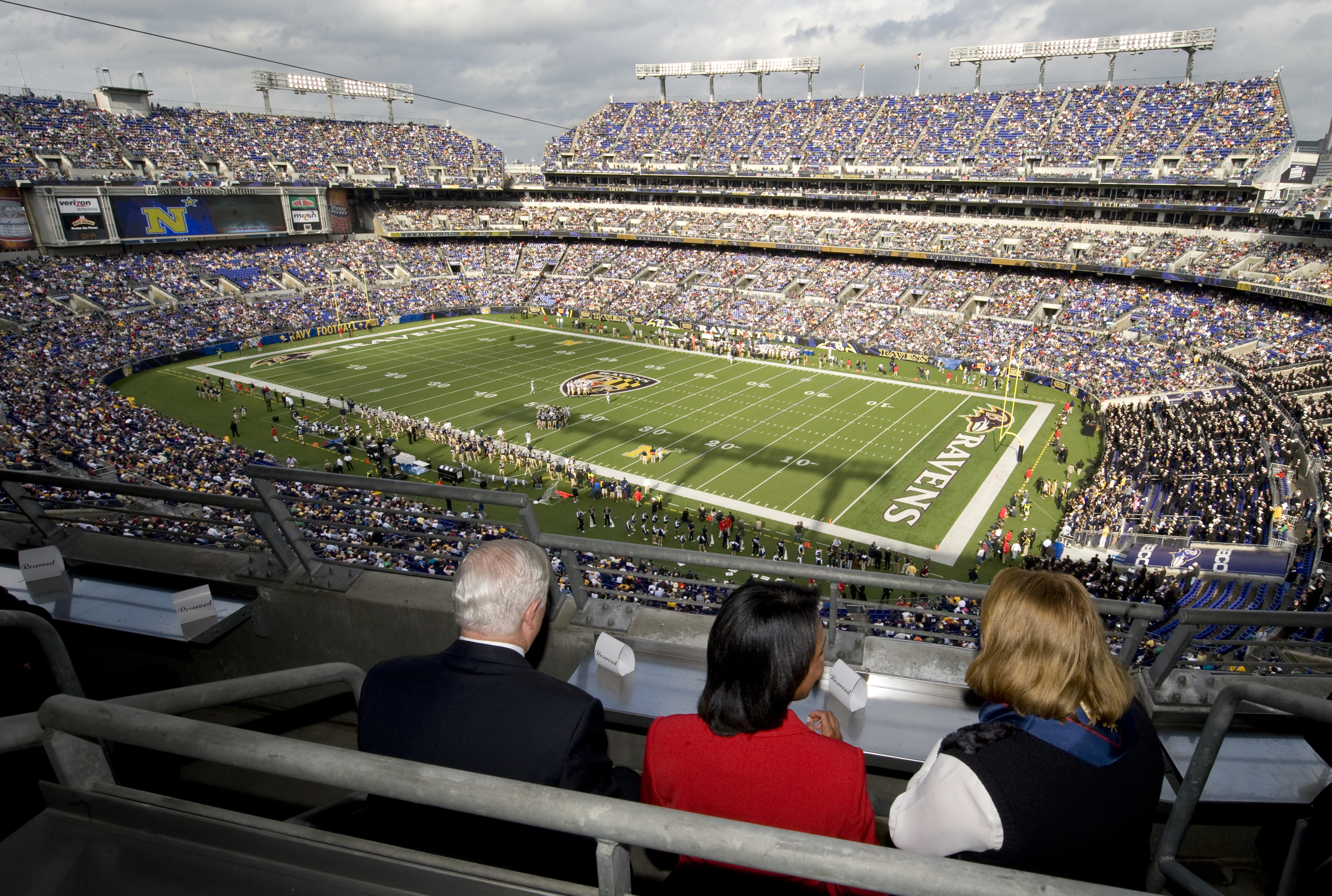
M&T Bank Stadium em Baltimore, casa do Baltimore Ravens

Com duas grandes regiões metropolitanas, Maryland possui várias franquias de esportes profissionais. Duas equipes de futebol americano da NFL jogam em Maryland, o Baltimore Ravens em Baltimore e o Washington Redskins em Landover. O estado também já teve uma terceira equipe na liga, o Baltimore Colts entre 1953 até 1983, depois mudou-se para Indianápolis e é o atual Indianapolis Colts.
O Baltimore Orioles é o time de beisebol do estado na MLB. No basquetebol o Washington Wizards da NBA mandou seus jogos em Landover entre 1973 e 1997, no hóquei no gelo o Washington Capitals mandou seus jogos na mesma cidade entre 1974 e 1997. O National Lacrosse Hall of Fame and Museum localiza-se em Sparks.

### Outras fontes
- «United States Census Bureau» (em inglês)
- «Sítio web oficial de Maryland» (em inglês)
- «United States Department of Education» (em inglês)
- «United States Department of Commerce» (em inglês)
- «National Oceanic and Atmospheric Administration» (em inglês)
- «Maryland State Archives» (em inglês)
- Chapelle, S. E. Greene;  et al. (1986). Maryland: A History of its People. [S.l.]: The Johns Hopkins University Press. ISBN 0-8018-3005-2